# Circuito cittadino di Putrajaya
Il circuito cittadino di Putrajaya è un circuito cittadino situato nella città di Putrajaya, in Malaysia. È stato utilizzato dalle monoposto di Formula E a partire dalla prima stagione della categoria per l'E-Prix di Putrajaya, per un totale di due edizioni.

## Tracciato
Il tracciato si compone di 12 curve per un totale di 2.560 metri, e percorre le arterie principali della città, che si trova circa 25 km a sud della capitale Kuala Lumpur. Il tracciato, che si trova in una zona non lontana dalla sede del primo ministro e che lambisce il Ministero delle finanze, è caratterizzato da rettifili, curve lente e media velocità, diverse a 90 gradi, un tornante, una variante dopo la retta finale.